# Logan Owen
Logan Owen (* 25. März 1995 in Bremerton) ist ein ehemaliger US-amerikanischer Radrennfahrer.

## Karriere
Logan Owen feierte seine ersten Erfolge im Cyclocross, wo er 2011/2012 und 2012/2013 US-amerikanischer Meister in der Juniorenklasse wurde. Auf der Straße wurde er 2013 auch nationaler Juniorenmeister. 2013 verpasste er bei den Weltmeisterschaften im Cyclocross und im Straßenradsport mit vierten Plätzen, jeweils hinter dem Sieger Mathieu van der Poel, nur knapp eine Medaille. Auch im UCI-Cyclocross-Ranking und im Cyclocross-Weltcup belegte Owen hinter van der Poel jeweils den dritten Rang.
Im Jahr 2014 wurde er Profi beim Bissell Development Team. Seinen ersten Erfolg bei den Profis feierte er mit einem Etappensieg bei der Tour of Utah 2015. Im folgenden Jahr gewann er die U23-Version des Klassikers Liège-Bastogne-Liège. Seit 2018 fährt Logan Owen für das UCI WorldTeam EF Education-Nippo. Mit der Mannschaft startete er 2019 und 2020 jeweils bei der Vuelta a España. Nach Ende der Saison 2021 verlängerte sein Team den Vertrag nicht, womit seine Karriere als Profi beendet war. Er fuhr in den Jahren danach noch einige Rennen der UCI Gravel World Series.

## Diverses
Im November 2016 heiratete Logan Owen die Radrennfahrerin Chloé Dygert. Seit Januar 2020 sind die beiden geschieden.

## Erfolge

### Cyclocross
2011/2012
 US-amerikanischer Meister (Junioren)
2012/2013
 US-amerikanischer Meister (Junioren)
2013/2014
 US-amerikanischer Meister (U23)
2014/2015
 Panamerikameisterschaft (U23)
 US-amerikanischer Meister (U23)

### Straße
2013
 US-amerikanischer Meister – Straßenrennen (Junioren)
2015
eine Etappe Tour of Utah
2016
Lüttich–Bastogne–Lüttich Espoirs
2017
eine Etappe Volta ao Alentejo

### Bahn
2017
 Panamerikameisterschaften – Mannschaftsverfolgung (mit Adrian Hegyvary, Daniel Summerhill und Eric Young)

## Grand Tour-Platzierungen
| Grand Tour            | 2019 | 2020 |
| --------------------- | ---- | ---- |
| Giro d’ItaliaGiro     | –    | –    |
| Tour de FranceTour    | –    | –    |
| Vuelta a EspañaVuelta | 126  | 105  |

## Teams
- 2014 Bissell Development Team
- 2015 Axeon
- 2016 Axeon Hagens Berman
- 2017 Axeon Hagens Berman
- 2018 EF Education First-Drapac powered by Cannondale
- 2019 EF Education First
- 2020 EF Pro Cycling
- 2021 EF Education-Nippo